# Serhii Shapran
Serhii Shapran (ucraniano: Сергій Валентинович Шапран; 3 de junio de 1984, Dnipro, RSS de Ucrania) es un empresario y político ucraniano. Es propietario de Brovary Aluminium Plant LLC y fundador y propietario de Shapran Group LLP.

## Biografía
Nació en una familia militar.

### Education
De 1991 a 2001, estudió en la escuela secundaria №41 de Mariupol, en la región de Donetsk.
De 2003 a 2008, estudió en la Universidad Nacional de Asuntos Internos de Kiev, especializándose en Derecho, y obtuvo el título de especialista en Derecho.

## Carrera profesional
De 2007 a 2012, fue fundador y director general de la empresa de inversiones y jurídica First Ukrainian International Trust Capital.
De 2009 a 2011, fue jefe del Departamento Jurídico de Metalplast Production and Trading Company LLC, Kiev.
De 2011 a 2015, fue fundador y director general de Third Millennium Investments LLC - Brovary Aluminium Plant. En 2012, empezó a publicar el periódico de la ciudad Chesna Gazeta.
Desde el 10 de mayo de 2012, es fundador y presidente del consejo de administración del holding industrial y de inversión internacional Alumeta Group. Actualmente, la planta opera bajo la marca BRAZ y es una instalación de producción de aluminio en ciclo cerrado que forma parte de las siguientes empresas.

### ALUMETA Group
ALUMETA Group, además de la planta de aluminio de Brovary, incluye otras tres empresas: Braz Line, Braz Construction y ACORE Development Group. Además de la producción de perfiles de aluminio y estructuras de construcción, las empresas de Alumeta Group dominan la producción de bases de aluminio resistentes a la corrosión para paneles solares y sistemas LED destinados a la iluminación de calles y carreteras, que ahorran hasta un 70% de electricidad.
El 1 de marzo de 2024, Shapran Group LLC se hizo miembro de la Asociación Nacional de Industrias Extractivas de Ucrania (NADPU, por sus siglas en inglés). En abril del mismo año, Serhiy Shapran se convirtió en propietario de Budindustriya-Service LTD, que utiliza el depósito de arena de Spaske. Desde 2024, es propietario de empresas especializadas en operaciones de perforación y voladura, losas de pavimentación, minería y procesamiento, y canteras, en concreto las siguientes empresas: “Uni Service, Uni Stone Plenty (USP), Uni Lux (Unilux), Malynska Mining Company, and Korostenska Mining Company."

## Actividades políticas
En 2012, Serhii Shapran se presentó como candidato autodesignado a la Verjovna Rada en la circunscripción 97, que incluye la ciudad de Brovary, pero no fue elegido. En enero de 2021, fue miembro del Consejo Municipal de Brovary por el partido Por el Futuro. Shapran fue también el líder de la sección del partido Por el Futuro en Brovary. En febrero de 2023, renunció a sus poderes parlamentarios.

## Investigaciones

### Bienes
En 2017, Shapran se convirtió en uno de los protagonistas del programa de periodismo de investigación Nuestro dinero con Denys Bihus: Puerto Seguro: Yates Ocultos de los Poderosos. En busca de yates y barcos ocultos, los periodistas del programa pasaron un mes observando los muelles de los clubes de yates más caros de la capital. Serhii Shapran posee una de las embarcaciones más caras del río Dnipro: un yate inglés, Princess V 65.

### Acusaciones de corrupción
El 9 de junio de 2021, la Agencia Nacional de Prevención de la Corrupción inició la verificación de las declaraciones en las que el sistema informático detectó más riesgos, incluyendo la declaración de Serhii Shapran. El 25 de octubre de 2021, la Agencia Nacional de Prevención de la Corrupción encontró indicios de delito en la declaración de Shapran de 2020. La mayoría de las infracciones detectadas se refieren, sobre todo, a los bienes inmuebles del diputado. Shapran no indicó en su declaración el valor de tres terrenos y un apartamento en Kiev. Tampoco mencionó que su esposa alquila un local no residencial de 79 metros cuadrados. Además, Serhii Shapran no indicó el valor de sus relojes.